# Северный вестник (газета)
«Се́верный ве́стник» — газета, выходившая в Санкт-Петербурге в 1877—1878 годах.

## История
Газета политическая, литературная и юридическая «Северный вестник» выходила ежедневно в Санкт-Петербурге в 1877—1878 годах, с 1878 года с подзаголовком — «Газета права, политики и литературы».
До 1877 года выпускалась под названием «Судебный вестник».
Издавал газету Е. В. Корш, редактировал В. Л. Рычков. В руководстве изданием принимали участие В. Ф. Корш, А. А. Головачёв.
Газета придерживалась либерального направления. Публиковала многочисленные материалы о борьбе южных славян против турецкого ига, освещала ход русско-турецкой войны 1877—1878. Помещала статьи, сообщения своих корреспондентов с театра войны, телеграммы. Большое место занимали отделы Судебная хроника, Политические известия (обзор событий зарубежной жизни).
Приветствуя борьбу южного славянства против турецкого засилья, газета ставила вопрос о будущем «устройстве славянского мира», высказывая при этом панславистские идеи.